# Apharetra dentata
Apharetra dentata är en fjärilsart som beskrevs av Augustus Radcliffe Grote 1875. Apharetra dentata ingår i släktet Apharetra och familjen nattflyn. Inga underarter finns listade i Catalogue of Life.